# Jubilee Trophy 2022 (Canada)
De Jubilee Trophy 2022 was de 39e editie van Canada's nationale voetbalbeker voor vrouwelijke amateurteams. De bekercompetitie tussen provinciale kampioenen vond plaats van woensdag 5 oktober tot en met zondag 9 oktober 2022 in Vaughan (Ontario). Het was de tweede keer in de geschiedenis dat die stad het toernooi organiseerde.
De editie van 2022 was vanwege de coronapandemie de eerste die gehouden werd sinds 2019. Holy Cross FC uit St. John's won de beker en behaalde alzo een historische eerste overwinning voor de provincie Newfoundland en Labrador.

## Deelnemende teams
Zeven van de tien Canadese provincies vaardigden een team af om deel te nemen aan het Jubily Trophy-seizoen van 2022.
| Provincie                | Team                      | Plaats             |
| ------------------------ | ------------------------- | ------------------ |
| Alberta                  | Edmonton Drillers SC      | Edmonton           |
| Brits-Columbia           | Victoria Gorge FC         | Victoria           |
| Manitoba                 | FC Northwest Starz        | Winnipeg           |
| Newfoundland en Labrador | Holy Cross FC             | St. John's         |
| Nova Scotia              | Halifax County United SC  | Halifax            |
| Ontario                  | London Alliance FC Galaxy | London             |
| Quebec                   | CS Trident                | L'Ancienne-Lorette |

## Toernooi

### Format
De zeven teams werden ingedeeld in twee poules. Van woensdag 5 tot en met zaterdag 8 oktober werd de poulefase afgewerkt. Daarin speelde ieder team tegen de twee (of drie) andere teams in haar poule om zo tot een klassement te komen.
De eindronde vond plaats op zondag 9 oktober. De twee poulewinnaars namen het dan tegen elkaar op in de Jubilee Trophy-finale. De teams die tweede eindigden namen het diezelfde dag tegen elkaar op in de wedstrijd om het brons. De twee laatst geplaatsten speelden een troostmatch voor de vijfde plaats.

### Poule A
| Datum     |                        | Uitslag |                           |
| --------- | ---------------------- | ------- | ------------------------- |
| 5 oktober | Halifax County Utd. SC | 1–2     | London Alliance FC Galaxy |
| 6 oktober | CS Trident             | 0–3     | London Alliance FC Galaxy |
| 8 oktober | CS Trident             | 4–0     | Halifax County Utd. SC    |

|   | Nr. | Club                      | GS | W | G | V | DV | DT | DS | PTN |
| - | --- | ------------------------- | -- | - | - | - | -- | -- | -- | --- |
| F | 1.  | London Alliance FC Galaxy | 2  | 2 | 0 | 0 | 5  | 1  | +4 | 6   |
|   | 2.  | CS Trident                | 2  | 1 | 0 | 1 | 4  | 3  | +1 | 3   |
|   | 3.  | Halifax County United SC  | 2  | 0 | 0 | 2 | 1  | 6  | -5 | 0   |

### Poule B
| Datum     |                     | Uitslag |                    |
| --------- | ------------------- | ------- | ------------------ |
| ‍5 oktober  | Emonton Drillers SC | 5–1     | FC Northwest Starz |
| ‍5 oktober  | Victoria Gorge FC   | 0–6     | Holy Cross FC      |
| 6 oktober | Emonton Drillers SC | 1–2     | Holy Cross FC      |
| 6 oktober | Victoria Gorge FC   | 5–0     | FC Northwest Starz |
| 8 oktober | Emonton Drillers SC | 3–2     | Victoria Gorge FC  |
| 8 oktober | Holy Cross FC       | 5–0     | FC Northwest Starz |

|   | Nr. | Club                | GS | W | G | V | DV | DT | DS  | PTN |
| - | --- | ------------------- | -- | - | - | - | -- | -- | --- | --- |
| F | 1.  | Holy Cross FC       | 3  | 3 | 0 | 0 | 13 | 1  | +12 | 9   |
|   | 2.  | Emonton Drillers SC | 3  | 2 | 0 | 1 | 9  | 5  | +4  | 6   |
|   | 3.  | Victoria Gorge FC   | 3  | 1 | 0 | 2 | 7  | 9  | -2  | 3   |
|   | 4.  | FC Northwest Starz  | 3  | 0 | 0 | 3 | 1  | 15 | -14 | 0   |

### Eindronde
De volledige eindronde werd afgewerkt op 9 oktober 2022 in Vaughan. De finale werd, net als de bronzen wedstrijd, gespeeld op de terreinen van Vaughan Grove. De troostmatch vond plaats op het terrein North Maple #1.
In de finale won Holy Cross FC met 3-0 van London Alliance FC Galaxy na doelpunten van Lauren Taylor, Malorie Harris en Connie Lewis. De dames van Holy Cross wonnen onder leiding van coach Jake Stanford al hun wedstrijden en behaalden zo de eerste eindoverwinning aller tijden voor de provincie Newfoundland en Labrador.
De bronzen medaille ging naar CS Trident uit Quebec.
| Wedstrijd     |                           | Uitslag |                      |
| ------------- | ------------------------- | ------- | -------------------- |
| Finale        | London Alliance FC Galaxy | 0–3     | Holy Cross FC        |
| Bronzen match | CS Trident                | 2–0     | Edmonton Drillers SC |
| Troostmatch   | Halifax County United SC  | 1–2     | Victoria Gorge FC    |

1982 · 1983 · 1984 · 1985 · 1986 · 1987 · 1988 · 1989 · 1990 · 1991 · 1992 · 1993 · 1994 · 1995 · 1996 · 1997 · 1998 · 1999 · 2000 · 2001 · 2002 · 2003 · 2004 · 2005 · 2006 · 2007 · 2008 · 2009 · 2010 · 2011 · 2012 · 2013 · 2014 · 2015 · 2016 · 2017 · 2018 · 2019 · 2020 · 2021 · 2022 · 2023 · 2024